# Kerriodoxa elegans
Kerriodoxa es un género monotípico con una única  especie: Kerriodoxa elegans, perteneciente a la familia  de las palmeras (Arecaceae).  Es originaria de Asia donde se distribuye en Tailandia.

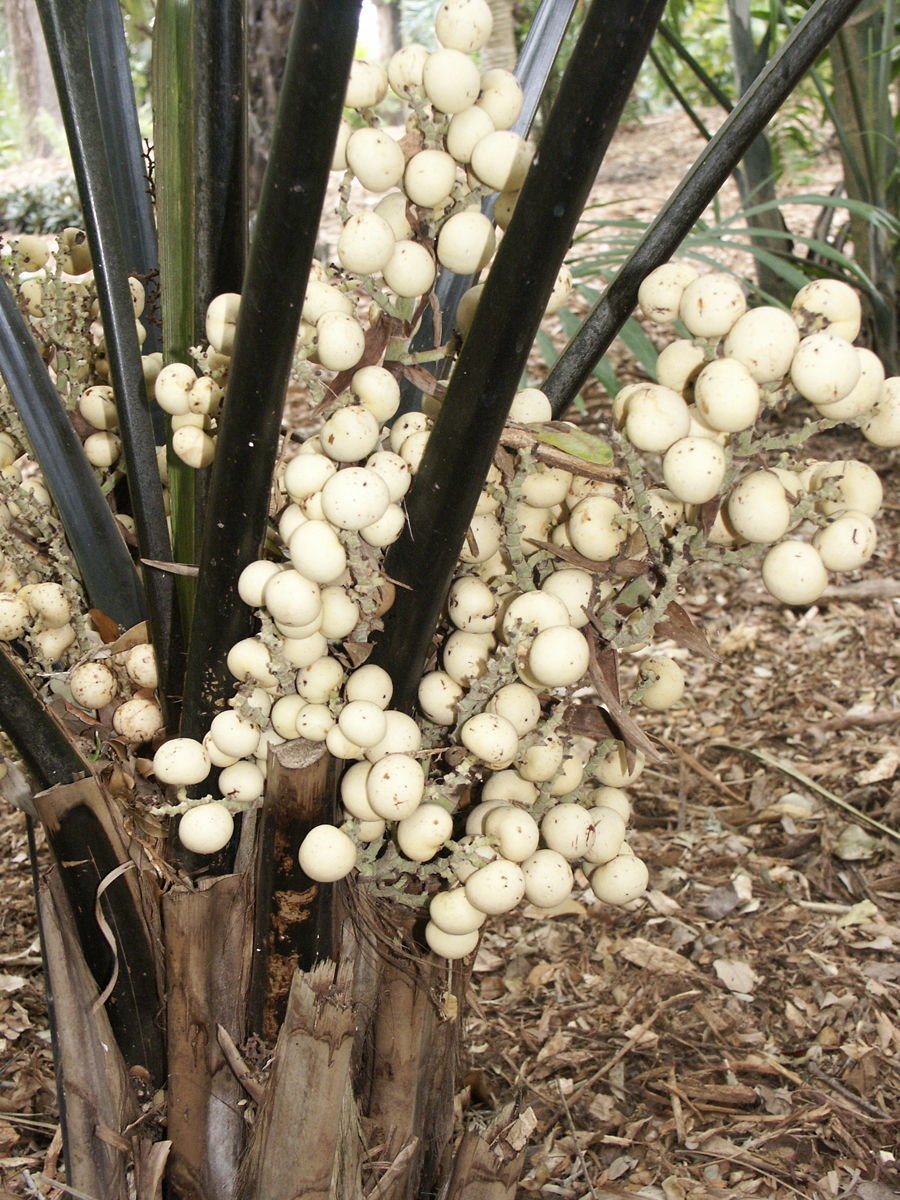
Frutos

## Descripción
Es una palmera con un tallo muy corto, erguido,  y con flores dioicas. El tronco está cubierto por las bases de las hojas marchitas,  las cicatrices foliares muy próximas entre sí son visibles. Las hojas se dividen  en forma de grandes abanicos.  El peciolo es claramente  ranurado en la parte superior y redondeado en la parte inferior, los bordes son duros y afilados. Las inflorescencias aparecen por separado en las axilas de las hojas por debajo de las hojas (infrafoliares).  Inflorescencias masculinas y femeninas se organizan de manera muy diferente.

## Taxonomía
Kerriodoxa elegans fue descrita por  John Dransfield y publicado en Principes 27: 4. 1983.
Etimología
Kerriodoxa: nombre genérico que combina doxa =  gloria, con el nombre del coleccionista más prolífico de plantas tailandesas, Arthur Francis George Kerr (1877-1942).
elegans: epíteto latino que significa "elegante".